# Omar Khaled Shehata Ibrahim
Omar Khaled Shehata Ibrahim – (31 de mayo de 1997) es un deportista egipcio que compite en lucha grecorromana. Ganó una medalla de plata en el Campeonato Africano de Lucha de 2016,  en la categoría de 80 kg. 

## Palmarés internacional
| Campeonato Africano | Campeonato Africano | Campeonato Africano | Campeonato Africano |
| Año                 | Lugar               | Medalla             | Categoría           |
| ------------------- | ------------------- | ------------------- | ------------------- |
| 2016                | Alejandría (Egipto) | Medalla de plata    | 80 kg               |